# 阿夫薩拉爾
阿夫薩拉爾（土耳其語：Avsallar）是土耳其的城鎮，位於該國西南部，由安塔利亞省負責管轄，距離首府安塔利亞25公里，海拔高度20米，主要經濟活動有旅遊業和柑桔種植物，2011年人口12,829。